# Mauro Rafael da Silva
Mauro Rafael Da Silva (Sapucaia do Sul, Porto Alegre, Brasil, 20 de mayo de 1984) es un futbolista brasileño. Juega de delantero y actualmente está sin equipo.

## Clubes
| Club                    | País      | Año         |
| ----------------------- | --------- | ----------- |
| RS                      | Brasil    | 2003        |
| Pelotas (préstamo)      | Brasil    | 2004        |
| Fluminense (préstamo)   | Brasil    | 2004        |
| RS                      | Brasil    | 2005        |
| Lausanne Sports         | Suiza     | 2006 - 2009 |
| Novo Hamburgo           | Brasil    | 2009        |
| Caxias                  | Brasil    | 2010 - 2011 |
| Cruzeiro (Porto Alegre) | Brasil    | 2012        |
| Esportivo               | Brasil    | 2012        |
| South China             | Hong Kong | 2012 - 2013 |
| Defensor San Alejandro  | Perú      | 2013 - 2014 |